# Gaspard de la nuit (Ravel)
Pour les articles homonymes, voir Gaspard de la nuit (homonymie).
 (mars 2023).
Gaspard de la nuit : Trois poèmes pour piano d'après Aloysius Bertrand est un triptyque pour piano de Maurice Ravel, composé en 1908, d'après trois poèmes en prose extraits du recueil du même nom d'Aloysius Bertrand, et créé le 9 janvier 1909 par le pianiste Ricardo Viñes, Salle Érard, au 357e concert de la Société nationale de musique.
Sa noirceur et son extrême difficulté en ont fait une des œuvres les plus emblématiques de son auteur. Sa durée d'exécution approche les 25 minutes. L'œuvre porte la référence M.55, dans le catalogue des œuvres du compositeur établi par le musicologue Marcel Marnat.

## Origines
Gaspard de la nuit, Fantaisies à la manière de Rembrandt et de Callot est un recueil de poèmes en prose d'Aloysius Bertrand paru en 1842. L'auteur y livre une vision pittoresque et fantastique du Moyen Âge.
Ravel mit en musique trois de ces poèmes ; le choix du musicien reflète son état d'esprit à cette époque où son père, très malade, était proche de la mort :
- Ondine, conte d'une nymphe des eaux séduisant un humain pour fusionner et obtenir une âme immortelle[2]. Il est dédié à Harold Bauer.
- Le Gibet, dernières impressions d'un pendu qui assiste au coucher du soleil. Il est dédié à Jean Marnold.
- Scarbo, petit gnome diabolique et facétieux, porteur de funestes présages apparaissant en songe au dormeur. Il est dédié à Rudolf Ganz.

Explicitement sous-titrée « Trois poèmes pour piano d’après Aloysius Bertrand », cette composition est en effet une des plus expressives et poétiques de toute l'œuvre pour piano de Ravel. « La préoccupation du texte, qui est mis en regard de la partition par Ravel, est donc très importante ; mais ce passage de la poésie à la musique est bien davantage qu’une “transposition” ou “transcription” musicale ; on pourrait plutôt parler "d’alliance de la poésie et de la musique” ou de poésie musicale, poésie des voix et du mystère rendue par le piano. Qu’elles soient pour piano ou pour orchestre, bon nombre d’œuvres de Ravel sont inspirées par la littérature, démontrant la sensibilité littéraire du compositeur. »
Un témoignage de Valentine Hugo souligne à quel point Ravel était intime des poètes : « Cette nuit-là, ce fut Mallarmé, cet Orphée intime, disait Fargue, qui fut la cause d’une joute poétique vertigineuse. Ravel, qui avait la sensibilité scintillante, rapide, amoureuse de la perfection, citait des vers, des poèmes entiers et, tout à coup, au comble de l’émotion, augmentée de la nôtre, il se repliait dans une plaisanterie sévère, contre lui-même, se perçant d’une piqûre humoreuse pour dissimuler son émoi. »

## Musique
L'œuvre est connue pour sa considérable virtuosité et les prouesses pianistiques qu'elle requiert, et tel fut d’ailleurs un des motifs de sa composition, ainsi qu’en témoigne une lettre de Ravel à Maurice Delage évoquant des « pages de piano d’une virtuosité transcendante, plus difficiles à exécuter qu’Islamey, de Balakirev ». 
Contrairement à beaucoup d'autres de ses partitions pour piano (Menuet antique, Pavane pour une infante défunte, Alborada del gracioso, Une barque sur l’océan, Ma mère l'Oye, Valses nobles et sentimentales, Le Tombeau de Couperin), Ravel, considéré comme un maître orchestrateur, n’a pas transcrit pour orchestre Gaspard de la Nuit, l'a pensé pour orchestre[pas clair] : « Je voulais écrire une transcription pour piano ». Le compositeur Marius Constant réalisera une transcription pour orchestre en 1990, bien qu'à la fois trop littérale et subjective.
Gaspard de la nuit est une des rares compositions de Ravel qui combine des aspects et traditions de différentes directions stylistiques : impressionnisme, romanticisme, néoclassicisme et expressionnisme ; toutefois néoclassicisme et impressionnisme dominent dans Gaspard, et plus globalement dans le répertoire de Ravel. Vlado Perlemuter témoigne: « Lorsque je travaillais sur Scarbo avec Ravel, il m'a dit : "Je voulais produire une caricature du romantisme". Mais il ajouta dans un second souffle : "Peut-être me suis-je emporté". Il a également déclaré, avec un léger air de dérision, "je voulais écrire une transcription pour piano"». Les caractéristiques expressionnistes se reflètent, tout d'abord, par une intensité émotionnelle extrême dans toute la suite et en particulier dans Scarbo. Dans une lettre à Ida Godebski, du 17 juillet 1908, Ravel écrit : "Après de trop longs mois de gestation [...] Gaspard a été le diable même à écrire, ce qui est logique puisqu'il est l'auteur des poèmes". Sandrine Bédouret-Larraburu récapitule que dans l'œuvre de Bertrand, "le diable s’y inscrit à la fois comme personnage, auteur et inspirateur". Gaspard est à la fois le double de Bertrand et une figure démoniaque au sens de Saint-Augustin : "Les démons sont animaux de genre, raisonnables de caractère, sujets aux passions dans leur sentiment, aériens de corps, éternels de durée, mais aussi se démultiplie au sein du recueil à travers d’autres personnages".
Le symbolisme mystique dans la musique de Ravel, et plus particulièrement dans celle de Gaspard est en partie nouvelle version de l'idée de "Méphistophélès" souvent reflétée dans les œuvres de Liszt. Les valses Mephisto de Liszt, Gaspard de la nuit de Bertrand, et Gaspard de la nuit de Ravel se rejoignent dans le fond (les protagonistes) et la forme (l'écriture, la syntaxe, l'esthétique) par ce "besoin diabolique de séduire et de plaire". 

### Ondine
« ... Je croyais entendre/Une vague harmonie enchanter mon sommeil,/Et près de moi s'épandre un murmure pareil/Aux chants entrecoupés d'une voix triste et tendre. – Charles Brugnot, Les Deux Génies.
Écoute ! – Écoute ! – C'est moi, c'est Ondine qui frôle de ces gouttes d'eau les losanges sonores de ta fenêtre illuminée par les mornes rayons de la lune; et voici, en robe de moire, la dame châtelaine qui contemple à son balcon la belle nuit étoilée et le beau lac endormi.
Chaque flot est un ondin qui nage dans le courant, chaque courant est un sentier qui serpente vers mon palais, et mon palais est bâti fluide, au fond du lac, dans le triangle du feu, de la terre et de l'air.
Écoute ! – Écoute ! – Mon père bat l'eau coassante d'une branche d'aulne verte, et mes sœurs caressent de leurs bras d'écume les fraîches îles d'herbes, de nénuphars et de glaîeuls, ou se moquent du saule caduc et barbu qui pêche à la ligne. »
Sa chanson murmurée, elle me supplia de recevoir son anneau à mon doigt, pour être l'époux d'une Ondine, et de visiter avec elle son palais, pour être le roi des lacs.
Et comme je lui répondais que j'aimais une mortelle, boudeuse et dépitée, elle pleura quelques larmes, poussa un éclat de rire, et s'évanouit en giboulées qui ruisselèrent blanches le long de mes vitraux bleus. »

Ondine, est une évocation frémissante de l'esprit aquatique tentant de séduire un humain, afin de se marier et d'obtenir une âme immortelle, bien que la vie de l'ange-démon se retrouve réduite. La pièce est fondée sur l'histoire d'une sirène enchanteresse mi-ange, mi-démon, née dans l'Allemagne des légendes, élevée par Grimm et appartenant au peuple des Ondins. 
Avec sept dièses à la clé, la partition est notée pianissimo, avec deux pédales, et « lent ». Mais la progression dramatique est marquée par le paroxysme d’un grand crescendo, suivi d’un decrescendo — structure qui caractérise un grand nombre d’œuvres de Ravel — et une disparition[réf. souhaitée]. 

#### Analyse théorique, programmatique et performative

##### Une chanson-ballade de forme sonate
En tant que genre, Ondine peut être vue comme une chanson ou une ballade, bien que dénuée de refrain dans le sens traditionnel. La mélodie principale traverse la pièce de part en part. Sa nature chantée est un trait qui la distingue du Gibet et Scarbo. Bien que l'on puisse voir le triptyque comme une sonate avec un mouvement rapide, lent et rapide, Ondine, selon Messiaen, est une véritable sonate furtive, qui dissimule ses contours en liant étroitement ses thèmes dans une longue ligne mixte qui s'étoffe de motifs. Ondine est également analysé par Ivanchenko comme ayant une forme sonate. C'est un morceau d'une virtuosité transcendante, avec des « éclaboussures de triples croches » en ostinato, comme l'écrit Guy Sacre, qui précise qu'« on peut voir dans la pièce l'expansion recommencée d'un thème unique », un chant unique, imbriqué dans un récit, comme le poème de Bertrand. Ondine est un morceau très rêveur, parfois agité et très enchanteur. Pierre Brunel le décrit comme « un nocturne [...] C'est une berceuse, la berceuse d'un dormeur. » Ravel manifeste, avec une certaine ironie dans Ondine, cette "mélodie sans fin" de Wagner, en un tissu implacable d'ambigüité rythmique et métrique, harmonique. La ligne mélodique y est extrêmement libre, à la manière d'une fantaisie ou ballade, constamment asymétrique, marquée par des changements de mesure incessants (36 dans un total de 94 mesures), des changements d’armure (donc des altérations de couleurs) et de tempo récurrents avec de nombreuses indications (« cédez légèrement », « un peu retenu », « au mouvement », « retenez », « un peu plus lent », « encore plus lent », « très lent », « sans ralentir » ).
| Motif          | x  | a      | a' | a" | t  | b  | c              |
| -------------- | -- | ------ | -- | -- | -- | -- | -------------- |
| Exposition     | 0  | 2, 14  | 10 | 16 | 22 | 32 | 45             |
| Développement  | -  | 42, 47 | -  | -  | -  | 52 | (45), 50, (57) |
| Récapitulation | 89 | 80     | 84 | 88 | 72 | 66 | 57             |

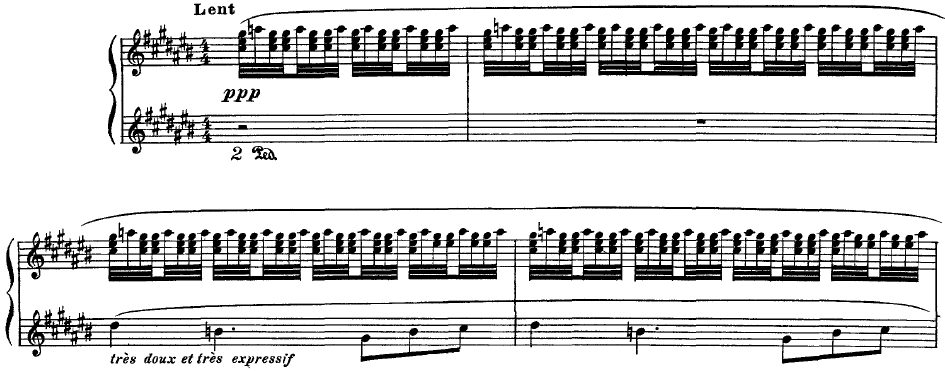
Quatre premières mesures dOndine, arrivée des deux thèmes principaux (x,a).

Comme dans Scarbo, développement et récapitulation sont tellement mélangés qu'ils sont davantage des points de référence que des définitions exactes. Les thèmes a' et a'' sont dérivés de a ; les motifs a et b sont les thèmes mélodiques principaux dans l'analyse de Howat ; le thème texture x ; t est un thème de transition, fait de deux thèmes en permanence entrelacés, le premier est une augmentation de a" ; la deuxième phrase de b répète la deuxième phrase de a" ; et c peut être lié à la partie montante de a. Contrairement aux Jeux d'eau, Ravel se rapproche ici de la structure tonale classique de la forme sonate : la façon dont les motifs t et b prennent la tonalité via la supertonique à la dominante est entièrement mozartienne.

##### Thématique du diable (de l'Art) et programme

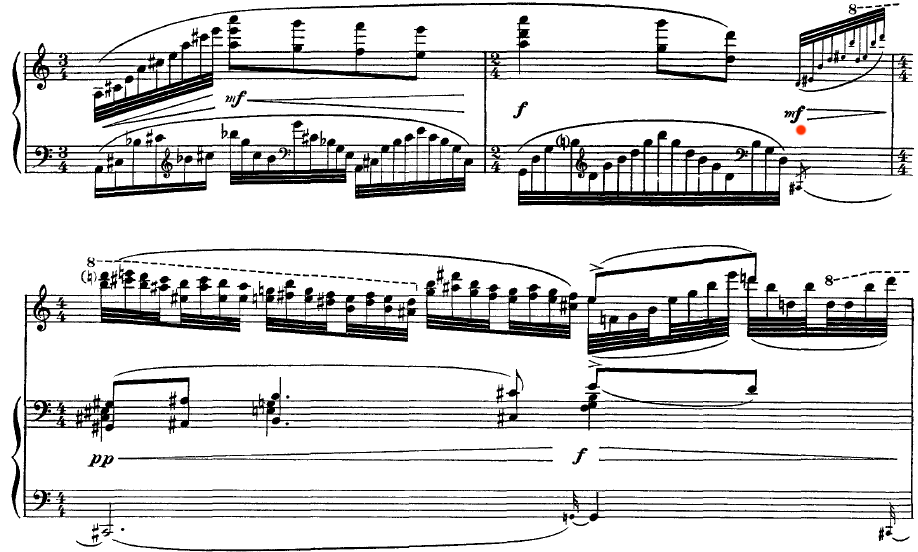
Annonce du visage diabolique dans Ondine par 9e mineure et les tritons (point rouge)

Ondine porte les thèmes du diable et du rire, omniprésents dans l'œuvre originale d'Aloysius Bertrand, tant dans la forme que dans le fond : l'œuvre « est minée par des dualités, des inversions, des ruptures, puisque, étymologiquement, en grec, diabolos signifiait « qui désunit ». Le terme partage la même étymologie que « démon » et dérive de diaiesthai , « diviser, partager ». ». Ravel indique sa présence même dans l'acte d'écriture de Gaspard, dans une lettre à Ida Godebski du 17 juillet 1908 : "Après de trop longs mois de gestation, [...] Gaspard a été le diable même à écrire, ce qui est logique puisqu'il est l'auteur des poèmes".
Le recueil « est diabolique parce qu’il fonctionne sur des dualités et des dissonances, phoniques et syntaxiques, qui sont le propre de la « manière » bertrandienne » selon Sandrine Bédouret-Larraburu. « La belle Ondine, aussi [comme Scarbo], bien que personnage aquatique, pendant des personnages du feu, lorsqu’elle s’évanouit, se révèle l’objet du diable ; elle l’est à deux titres : elle est séductrice, et cherche à entraîner le rêveur loin des siens, dans son monde aquatique. Elle offre amour et richesse au malheureux qui l’écoute. Figure tentatrice, elle disparaît dans un éclat de rire » selon Sandrine Bédouret-Larraburu.
Le personnage Ondine, déclinaison à la fois de Gaspard et de Bertrand, est une figure diabolique: "elle est séductrice, et cherche à entraîner le rêveur loin des siens, dans son monde aquatique. Elle offre amour et richesse au malheureux qui l’écoute. Figure tentatrice, elle disparaît dans un éclat de rire, qui répercute l’écho de celui de la statue de pierre, dans l’introduction : « un rire grimaçant, effroyable, infernal – mais sarcastique – incisif – pittoresque »" ainsi donc par son rire, qui rappelle les persécuteurs nocturnes dans Gaspard, en particulier Scarbo, et par la rupture et la dissonance.
La première dualité, performative, du thème texture « chargé de notes, et naturellement sonore » versus pianississimo demandé, la seconde dualité, esthétique et sonore, entre ceux deux thèmes, « rapide et chargé » versus « lent et dépouillé » sont deux manières d'évoquer dans la forme le diable, diabolos qui signifie en grec « qui désunit », et s'ajoutent ou répondent à l'évocation littéraire du diable dans l'œuvre de Bertrand. Une partie centrale, diabolique au niveau performatif et harmonique, est annoncée par deux dissonances, une neuvième mineure et des tritons, et donne lieu à des cascades rapides de doubles sons à la main-droite, de plus en plus puissantes dans leur volume sonore et donne lieu à un paroxysme sonore fortissimo qui contraste fortement avec la première partie de la pièce,. Ce n'est qu'à la dernière page, avec une évocation du rire, autre référence diabolique, que l'on retrouve un fortissimo,,. Ces contrastes avec les variations de tempi, de rythmes et d'harmonies sont caractéristiques de l'expressionnisme. Il y a également de nombreux motifs polyrythmiques, tel au paroxysme ff central, aux mesures 67 et 68. De nombreuses figures rythmiques non-rigides accompagnent la mélodie sont importantes pour la structure programmatique d'Ondine, en créant une représentation sans angles ni interruptions. Les changements de mesure créent des formes musicales en lieu et place d'interruptions musicales.

##### Performativité, analyse, programme, écriture et style

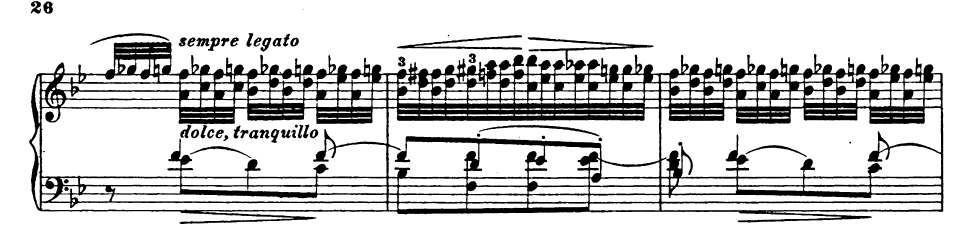
Feux-follets: l'indétermination harmonique reprise dans le thème texture d'Ondine.

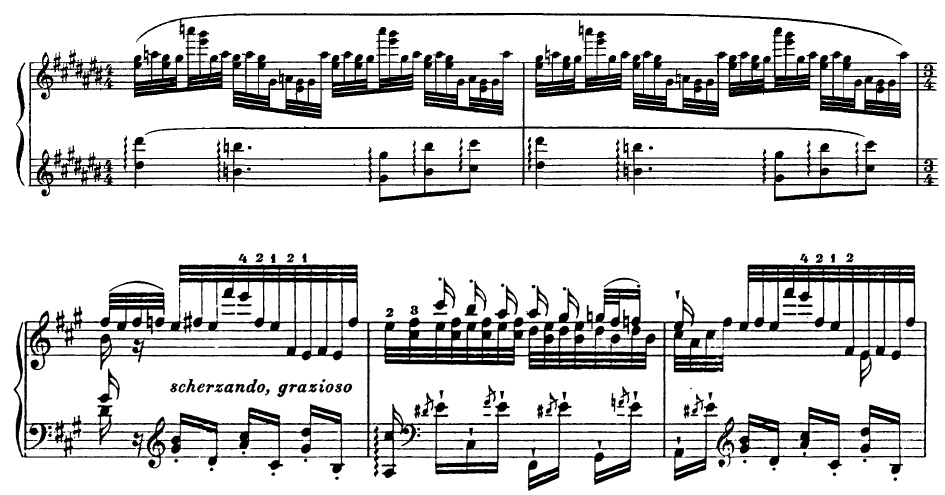
Ondine Feux-follets - indétermination harmonique sur 3 octaves.

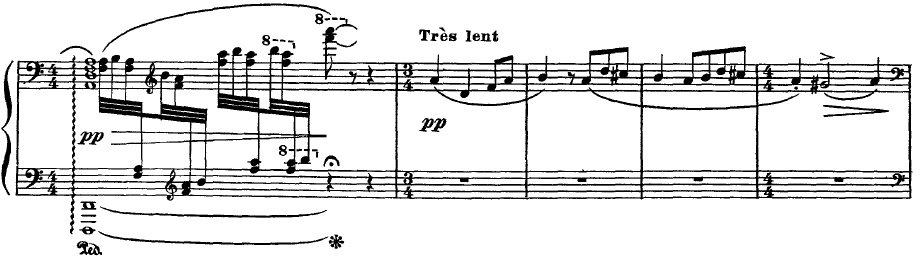
Les quatre seules mesures où le thème texture est interrompu.

La proximité programmatique et du style est fondamentale pour Ravel, comme le conte Henriette Faure: "Moi, j’insiste sur le style; sans aucun amollissement rythmique, épousant de très près la trame du poème, dans la dernière page notamment (il feuilleta la partition), tenez, un glissant dans l’extrême pianissimo genre magique, suggéré; puis après, ici, la mélodie nue dans une sonorité blanche, diaphane." .  
Contrairement à Jeux d'eau et Une barque sur l'océan, la représentation de l'eau par texture sonore a une signification esthétique différente: les textures deviennent une partie intégrante du personnage fictif et réagissent aux actions et émotions du protagoniste. 
Le tout début d'Ondine commence avec de multiples difficultés remarquables, : un premier thème, une texture rapide en triple croche, un quasi trémolo, perpetuum mobile avec accords à trois notes et changement de rythme intempestif (2+3+3) et d'harmonie intempestive (C#M5/C#M#5), intrinsèquement sonore mais demandé pianississimo ppp, correspond à la fois "je croyais entendre une vague harmonie" de Brugnot et au "mornes rayons de la lune" de Bertrand. Au niveau performatif, Ravel indiquait à ses étudiants que "si vous ne comptez pas le nombre exact de rythmes dans l'ouverture, cela n'a pas d'importance", mais ce décompte reste primordial pour la compréhension de la musique de Ravel. Ce thème incarne un flux qui restera ininterrompu tout au long de la pièce, jusqu'à la toute fin, où seul le second thème est présent ; il sera métamorphosé dans son rythme et ses notes régulièrement, et explore tout le registre du piano,. Dans sa première forme, le thème texture doit être joué dans le rebond (dans l'échappement), et est donc impossible à jouer sur des pianos droits ou sur les pianos à queue sans un réglage correct du rebond; maintenir sa continuité ainsi que la continuité mélodique tout au long de la pièce, malgré les changements de tessiture, de rythme est un défi performatif majeur. 

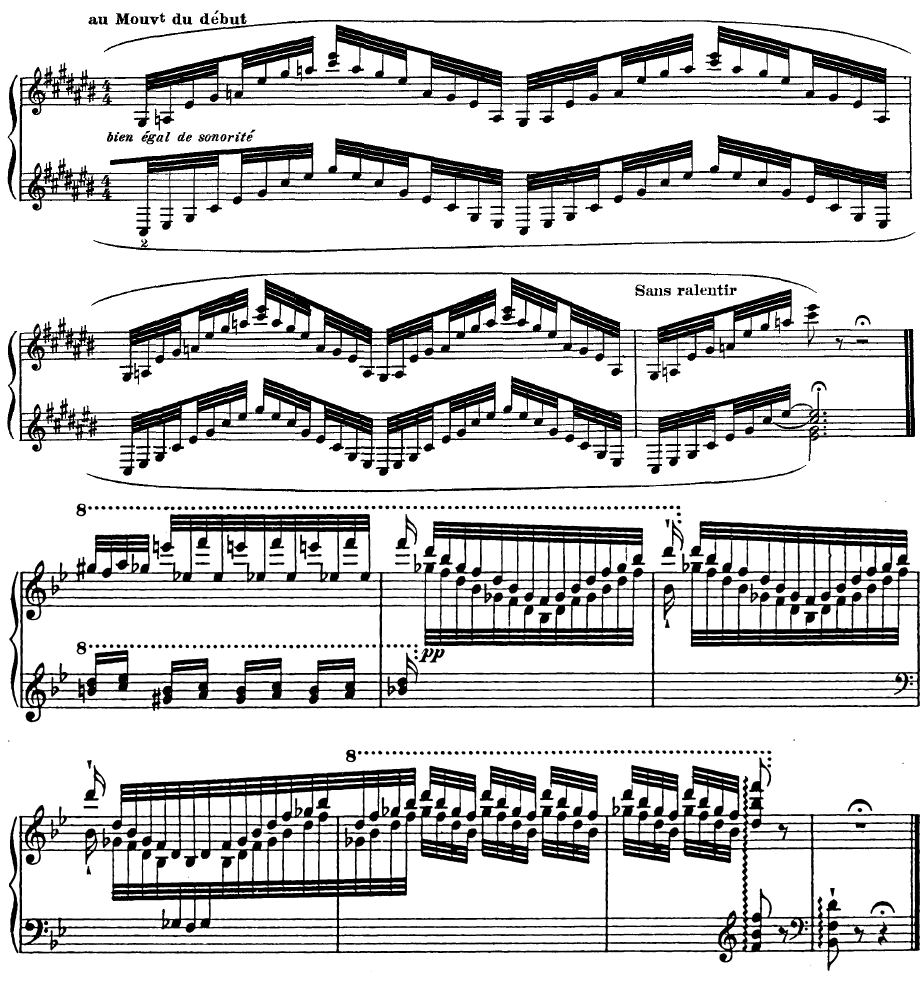
Fin d'Ondine (en haut) et fin de Feux-follets (en bas), en arpège rapide d'accord majeur superposé à la quinte augmentée.

Dès la troisième mesure, le second thème, mélodique, lent vient par-dessus tout en étant « très doux et très expressif », et sera aussi métamorphosé à de multiples reprises tout au long de la pièce,,.

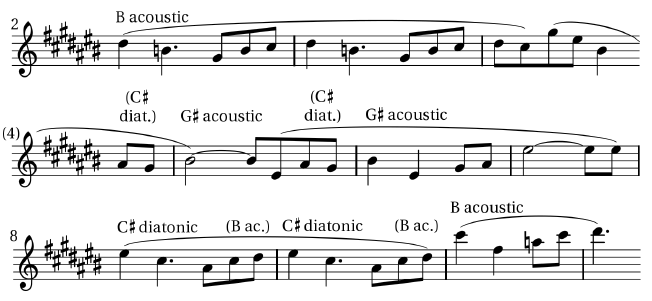
Progression harmonique, exemple, mesures 2-10. Les collections entre parenthèses sont secondaires. Les motifs de 5-6 dérivent de 1-3. From.

Le mouvement se termine comme Feux-follets, la cinquième étude d'exécution transcendante de Liszt, avec des arpèges rapides aux deux mains d'un accord majeur superposé avec la quinte augmentée, qui est aussi l'harmonie du thème texture du début; toutefois dans le cas d‘Ondine, l'arpège ne se conclut pas, reste en suspens et se fond progressivement avec le silence, ce qui suggère l'immortalité, et devrait être joué au rythme du début (indiqué "au mouvement du début" puis "sans ralentir") comme si rien ne s'était passé, selon Perlemuter et Paul Loyonnet, d'après des conversations avec Ravel. La première mesure est incomplète et n'a pas de début, et est numérotée mesure 0 dans l'édition Peters. Cette absence de début et de fin n'est pas sans faire penser à la Sonate pour piano no 32 de Beethoven. La dissonance cachée (par passage) de l'accord majeur superposé avec la quinte augmentée est une évocation du côté démon caché d'Ondine, ainsi donc présente dès le début, tout au long, et à la toute fin de l'œuvre; l'instabilité harmonique portée correspond au "je croyais entendre une vague harmonie" de Brugnot.
Ondine reprend en plus de l'harmonie M5 / M#5 en arpège en fin d'œuvre, l'indétermination harmonique du thème principal de Feux-follets dans son thème texture, et son utilisation sur 3 octaves; Ravel suggérait à ses élèves d'étudier Feux-follets en préparation pour Ondine[réf. souhaitée]. L'harmonie M5 / M#5 est considérée comme mélange de modes par Stephen Zank et est au cœur de l'esthétique et de la relation programmatique d'Ondine: "Les sixièmes ajoutés, dans les triades irrégulièrement oscillantes d'Ondine, constituent évidemment l'essence chatoyante et programmatique de l'œuvre."; "l'ambiguïté de la modalité n'est clarifiée qu'à la fin, lorsque le plaidoyer final d'Ondine est lancé sur le mode mineur pur (extrêmement rare pour Ravel)". Les diverses utilisations de ce mélange de modes pour dépeindre le paysage aquatique est pour Roland-Manuel de la magie blanche: "Si le lac qui enveloppe la merveilleuse Ondine est profond, on mesure la profondeur par sa limpidité. En un mot, la magie de Ravel - pour autant qu'elle existe - est toujours de la magie blanche".

##### Analyse harmonique moderne

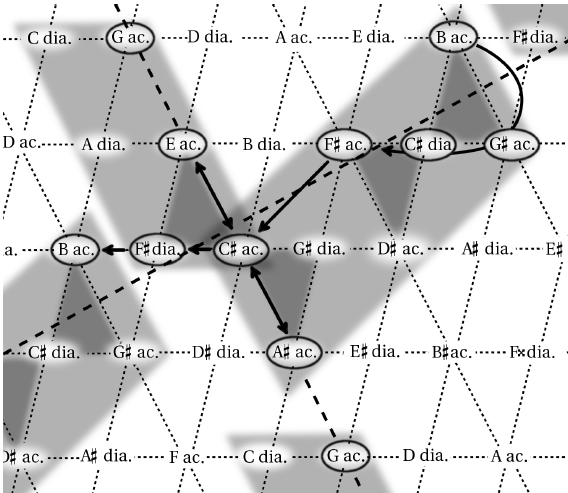
Un résumé de l'utilisation par Ravel des collections diatoniques et acoustiques dans Ondine. Les collections encerclées apparaissent aux retours importants des matériaux mélodiques et d'articulation formelle, et sont des points de référence centraux pour des extensions majeures de la musique. En ombré sont des zones d'activité significative autour de ces collections centrales. En pointillé, un axe de conduite de voix parfaitement équilibré, qui définit une progression à grande échelle, et un axe perpendiculaire de conduite de voix qui domine la partie centrale 41-79. From.

Dans une perspective d'une analyse harmonique plus contemporaine, néo-Riemanienne, Ondine est polytonal, de tonalité ambigüe, et invoque des harmonies modernes. La stratégie harmonique que Ravel utilise tout au long de la pièce est mise en évidence dès les premières mesures [2-10]. L'harmonie collective progresse sur deux niveaux; localement souvent par oscillation entre deux collections sur le dernier temps de mesure [exemple, mesures 2-10]. La progression ressemble aux vagues ou aux marées par la façon dont elle superpose de petites fluctuations régulières sur des périodes plus longues. Le développement mélodique a une explication invoquant une dérivation des collections acoustiques et diatoniques par quantification itérée d'ensembles d'uniformité maximale (maximal evenness) ou ME {\displaystyle 7\to 18\to 12}; une quantification inhabituelle en ce qu'elle n'invoque pas d'augmentation monotone des cardinalités et qui vraisemblablement restera spécifique à Ondine. De ce point de vue théorique, les choix de collections harmoniques fait par Ravel sont remarquables de par l'ingénuité de la manipulation des distances harmoniques de la conduite des voix (stimmführung), et davantage encore par la nature systématique des conduites de voix. Chaque moment de la pièce résout un déplacement local de notes de leur position originale (do{\displaystyle \to }do#, mi{\displaystyle \to }mi#, fa{\displaystyle \to }fa#). Seuls les déplacements si{\displaystyle \to }si# et la{\displaystyle \to }la# du début sont plus persistants. La résolution si{\displaystyle \to }si# marque la résolution formelle principale, la fin de la première grande partie. Le la# retourne au la seulement en fin de pièce, signant la fin avec un retour du motif original d'accompagnement. La est la note caractéristique de l'accompagnement, et le si le point focal de la mélodie et prennent une signification particulière.  

##### Corporalité et danse
Ondine, comme le triptyque et l'essentiel des œuvres de Ravel, relève de la danse et la chorégraphie, comme le rappellent Samson François et Cortot : « Tout au moins, tel nous apparaît son dessein dans les suites de pièces, Miroirs, ou Gaspard de la Nuit, qui sont jusqu'à présent, avec Jeux d'eau et la Sonatine, les seuls de son œuvre pianistique à ne pas relever exclusivement des éléments de la danse ». Si Gaspard et ses personnages, dont Ondine, sont des déclinaisons de Bertrand, Ondine comme représentation du corps de Ravel est suggérée et devient non plus un objet d'analyse musicale de Ravel mais un objet de désir de Ravel, une femme fatale et une dame de fin-de-siècle, et une incarnation d'une certaine danse et chorégraphie de l'auteur.[C'est-à-dire ?]

### Le Gibet
« Que vois-je remuer autour de ce Gibet ? – Faust
Ah! ce que j'entends, serait-ce la bise nocturne qui glapit, ou le pendu qui pousse un soupir sur la fourche patibulaire ?
Serait-ce quelque grillon qui chante tapi dans la mousse et le lierre stérile dont par pitié se chausse le bois ?
Serait-ce quelque mouche en chasse sonnant du cor autour de ces oreilles sourdes à la fanfare des hallali ?
Serait-ce quelque escarbot qui cueille en son vol inégal un cheveu sanglant à son crâne chauve ?
Ou bien serait-ce quelque araignée qui brode une demi-aune de mousseline pour cravate à ce col étranglé ?
C'est la cloche qui tinte aux murs d'une ville sous l'horizon, et la carcasse d'un pendu que rougit le soleil couchant. »

Le Gibet offre moins un tableau de genre qu'une sombre méditation, qui traverse également le recueil de Bertrand, où la figure du pendu apparaît plusieurs fois. Dans la partition de Ravel, la lenteur de cette pièce centrale, notée « Très lent », et le plus souvent pianissimo, évoque bien sûr le découpage traditionnel de la sonate en trois mouvements. Ce morceau hypnotique baigne dans une atmosphère blafarde et lunaire, dans une sorte de suspension lugubre et un rythme de plomb, comme disait Alfred Cortot.
Dans Le Gibet, Ravel tient le pari de garder pendant cinquante-deux mesures une pédale de si bémol. Ce sont au total cent cinquante-trois octaves de si bémol qui sont répétées. Cette pédale extatique rappelle fortement la pédale flottante des Oiseaux tristes, la seconde pièce de Miroirs (1904). Les motifs qui accompagnent les octaves sont joués « sans presser ni ralentir jusqu'à la fin ». Ravel accentue la couleur blafarde et crépusculaire de cette sinistre évocation, en usant de la dissonance, ce qui renforce aussi l'impression de jeu distancié et détaché, chère au compositeur[réf. souhaitée], ce qui transparaît clairement dans l'indication du chant central : « un peu en dehors mais sans expression ». Le morceau s'achève comme il a commencé, telle une marche funèbre immobile, qui semble s'éteindre comme l'extinction d'un monde et disparaître dans l'écho de cloches lointaines[réf. souhaitée].
Le Gibet peut être considéré comme une expérimentation formelle. "Les dimensions structurelles de la pièce, tout en évoquant les prototypes classiques, anticipent également l'attention portée par Stravinsky, Debussy, et plusieurs mi-vingtième des compositeurs du siècle à des relations temporelles hétérogènes, en particulier la médiation de la circularité, de la linéarité et discontinuité".
Comme la plupart des poèmes de Gaspard, Le Gibet présente des images et des qualités spatiales conformes à l'esthétique littéraire française du XIXe siècle, comme les écrivains français ont cherché à s'approprier des effets qui ont longtemps été associés à la peinture et à la musique.

### Scarbo
« Il regarda sous le lit, dans la cheminée, dans le bahut – personne. Il ne put comprendre par où il s'était évadé. – Hoffman, Contes nocturnes

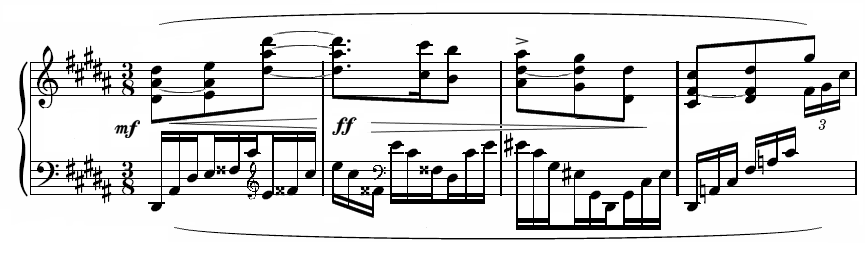
Extrait de Scarbo

Oh ! que de fois je l'ai entendu et vu, Scarbo, lorsqu'à minuit la lune brille dans le ciel comme un écu d'argent sur une bannière d'azur semée d'abeilles d'or !
Que de fois j'ai entendu bourdonner son rire dans l'ombre de mon alcôve, et grincer son ongle sur la soie des courtines de mon lit !
Que de fois je l'ai vu descendre du plancher, pirouetter sur un pied et rouler par la chambre comme le fuseau tombé de la quenouille d'une sorcière !
Le croyais-je alors évanoui ? le nain grandissait entre la lune et moi comme le clocher d'une cathédrale gothique, un grelot d'or en branle à son bonnet pointu !
Mais bientôt son corps bleuissait, diaphane comme la cire d'une bougie, son visage blêmissait comme la cire d'un lumignon, – et soudain il s'éteignait. »

Scarbo, petit lutin malicieux et maléfique, représentatif de la vogue du fantastique qui traverse le romantisme, apparaît dans plusieurs poèmes de Bertrand. Ravel, grand amateur de féeries et autres prodiges, ne pouvait qu'être séduit par cette figure surnaturelle et son pouvoir de métamorphose[réf. souhaitée].
Comme Ondine, ce morceau est divisé en trois moments : une apparition, un paroxysme et une disparition, structure ternaire à travers laquelle se brouillent la réalité et l'étrangeté du rêve[réf. souhaitée]. Certains passages d'une coloration un peu exotique peuvent évoquer aussi Alborada del gracioso (Aubade du bouffon), quatrième pièce des Miroirs, tout comme l'hispanisme du recueil de Bertrand, et les figures grotesques de Jacques Callot qu'affectionnait Bertrand.
Ravel s'était fixé le défi de dépasser avec Scarbo la virtuosité déjà redoutable de l’Islamey de Balakirev.
Certains passages, d'un rythme ensorceleur, notamment les notes répétées staccato, évoquent nettement le piano de Liszt, en particulier les Mephisto-Valses, Ravel ayant voulu, avec cette partition, « exorciser le romantisme », selon sa propre expression.
« Tandis qu'Ondine démontre avant tout le potentiel mélodique de Ravel et Le Gibet son potentiel harmonique, dans Scarbo, l'auteur donne avant tout la mesure de sa maîtrise rythmique. Cet éblouissant morceau pianistique est moins une œuvre à prétentions expressives qu'un compendium de la technique moderne de clavier et des possibilités du virtuose actuel. »

## Enregistrements
Les interprétations de Marcelle Meyer (1954), Claudio Arrau (live à Lugano, 1963), Werner Haas (1964), Samson François (1967), Arturo Benedetti Michelangeli (concerts : BBC, 1959 ; Prague, 1960 ; Lugano, 1968 ; Rome, 1987), Claude Kahn (1973), Vlado Perlemuter (1973), Martha Argerich (1975), Bernard Job (1980) Ivo Pogorelić (1982), Anne Queffélec (1992), Alexandre Tharaud (2003) , Pierre-Laurent Aimard (2005), Steven Osborne (2011) et Lucas Debargue (2015 à Moscou  et St Pétersbourg) sont, parmi d'autres, remarquables.
Le magazine Classica de juillet-août 2019, a classé les huit versions suivantes après une écoute en aveugle :
1. Lucas Debargue
2. Bertrand Chamayou
3. Jean-Frédéric Neuburger
4. Sergio Tiempo
5. Benjamin Grosvenor
6. Beatrice Rana
7. Vincent Larderet
8. Vanessa Wagner

### Orchestration
Au contraire de nombre de ses œuvres pour piano, Ravel n'avait pas prévu d'orchestration pour cette œuvre. Le chef d'orchestre Marius Constant a relevé le défi en 1990.
- Orchestre de Paris, dir. Christoph Eschenbach (3 avril 2004, Ondine ODE 1051-2) (OCLC 872945855)
- Duisburger Philharmoniker, dir. Jonathan Darlington (septembre 2007, Acousence Records ACO-CD 20808) (OCLC 913822941)
- Orchestre national de Lyon, dir. Leonard Slatkin (2012, Naxos) (OCLC 887456130)
- Bielefelder Philharmoniker, dir. Alexander Kalajdzic (mai 2013, MDG) (OCLC 1185425951)

## Études et éléments bibliographiques
- Pierre Brunel, Basso Continuo, Paris, PUF, 2001.
- Marcel Marnat, Maurice Ravel, Paris, Fayard, 1986.
- Vincent Teixeira, « Gaspard de la Nuit - D'Aloysius Bertrand à Maurice Ravel », in La Giroflée, no 3, Bulletin Aloysius Bertrand, printemps 2011 (voir texte en ligne [PDF].